# 618
618 (DCXVIII) var ett normalår som började en söndag i den julianska kalendern.

## Händelser

### Okänt datum
- Tangdynastin kommer till makten efter Suidynastin i Kina.

## Födda
- Charibert II, frankisk kung.

## Avlidna
- 8 november – Adeodatus I, påve sedan 615.